# Kamtschatka-Marmelalk
Der Kamtschatka-Marmelalk (Brachyramphus perdix), auch Langschnabelalk genannt, ist eine monotypische Art aus der Familie der Alkenvögel. Die Art galt lange als eine Unterart des Marmelalks, der an den nordpazifischen Küsten von den Aleuten bis Kalifornien vorkommt, während der Kamtschatka-Marmelalk von Kamtschatka bis Hokkaido verbreitet ist. Befunde anhand von mtDNA und Allozymen zeigten jedoch, dass dieser näher mit dem Kurzschnabelalk verwandt ist und der Kamtschatka-Marmelalk eine Schwesterart der beiden ist. Alle drei Arten sind aber sehr nah verwandt, die Aufspaltung in verschiedene Arten erfolgte innerhalb der letzten zwei bis drei Millionen Jahre.
Ähnlich wie Marmelalk und Kurzschnabelalk weist der Kamtschatka-Marmelalk ein für Alkenvögel ungewöhnliches Brutverhalten auf. Er brütet in der Regel in alten Wäldern tief im Binnenland. Die genauen Bestandszahlen sind nicht bekannt. Unter den drei Arten der Gattung Brachyramphus gilt er jedoch als die am wenigsten gefährdete. Die IUCN stuft die Art derzeit als potenziell gefährdet (near threatened) ein.

## Erscheinungsbild
Der Kamtschatka-Marmelalk erreicht eine Körperlänge von 25 Zentimetern. Es handelt sich damit um einen sehr kleinen Alkenvogel, der aber etwa 20 Prozent schwerer ist als der Marmelalk. Die Beine sitzen sehr weit hinten am Körper, so dass sich die Art an Land nur ungeschickt fortbewegt. Schwimmende Kamtschatka-Marmelalken weisen mit ihrem Schnabel nach oben, der Schwanz ragt weit aus dem Wasser und ist gewöhnlich aufgerichtet. Der Schnabel ist schwarz und spitz zulaufend. Verglichen mit dem sehr ähnlichen Marmelalk ist der Schnabel länger. Fliegende Kamtschatka-Marmelalken weisen eine sehr schnelle Flügelschlagfrequenz auf. 
Im Prachtkleid ist der Kamtschatka-Marmelalk weiß mit einer dichten schwarzbraunen Fleckung. Er weist dabei einen geringeren rotbraunen Anteil auf als der Marmelalk. Das Schlichtkleid ist schwarz und weiß, die schwarze Kopffärbung dehnt sich dabei über das Auge aus. Nacken, Rumpf und Oberflügeldecken sind dunkel, ihm fehlt vor allem das undeutliche Nackenband, das für den Marmelalk charakteristisch ist. Kamtschatka-Marmelalken weisen hinter dem Auge einen kleinen weißen Fleck auf, der etwas ausgeprägter ist als bei den Marmelalken.

## Verbreitung

Verbreitungsgebiet des Kamtschatka-Marmelalks:
Ganzjähriges Vorkommen
Brutvorkommen
Vorkommen außerhalb der Brutzeit

Der Kamtschatka-Marmelalk ist ein Brutvogel des Nordpazifiks. Sein Brutgebiet erstreckt sich entlang der Küsten des Ochotskischen Meeres, der Kamtschatka-Halbinsel und Sachalin bis nach Hokkaido, wo diese Art vereinzelt brütet. Während des Winterhalbjahres ziehen die nördlicheren Brutvögel nach Süden, um dem Meereis auszuweichen.
Kamtschatka-Marmelalken werden häufiger weit außerhalb ihres Verbreitungsgebietes beobachtet. Gesicherte Beobachtungen gibt es in Nordamerika unter anderem aus Florida, Pennsylvania, New Jersey, New York, Massachusetts und Neufundland. Bei dem im Dezember 1997 in einem Fischernetz im Zürichsee gefundenen Individuum handelt es sich vermutlich um einen Kamtschatka-Marmelalk. Der Balg befindet sich heute im Naturhistorischem Museum Basel. Ein zweites, lebendes Individuum tauchte Anfang November 2006 in Devon, England auf und wurde dort über mehrere Tage beobachtet.

## Fortpflanzung
Ähnlich wie der Marmelalk ist der Kamtschatka-Marmelalk eine überwiegend baumbrütende Art. Er nutzt dabei als Nistbaum sehr alte Bäume. Das Nest befindet sich im oberen Bereich des Baumes auf einem dicken Ast. Brutplätze der Kamtschatka-Marmelalken befinden sich häufig sehr weit im Inland. Die Brutzeit beträgt etwa einen Monat, der Jungvogel wird etwa einen Monat von den adulten Elternvögeln gefüttert. Den Weg zum Meer findet der Jungvogel ohne Unterstützung der Elternvögel. 

## Bestand und Bestandsgefährdung
Es liegen keine Bestandszahlen für den Kamtschatka-Marmelalk vor. Die IUCN geht jedoch davon aus, dass noch einige zehntausend Vögel dieser Art existieren: Während der Kamtschatka-Marmelalk an der Küste von Hokkaido ein seltener Vogel ist, ist er zahlreicher an den Küsten des Ochotskischen Meeres zu beobachten. Es gibt mehrere Regionen in Russland, wo die Art sogar als verhältnismäßig häufig gilt. Dazu zählt das Mündungsgebiet des Amur und die Kamtschatka-Halbinsel. In der Region von Sachalin ist die Art deutlich seltener.
Zu den bestandsgefährdenden Faktoren gehört die Abholzung der alten Waldbestände, was vor allem auf Sachalin und Kamtschatka vermehrt stattfindet. Die Art ist außerdem durch Ölverschmutzung gefährdet. 

## Belege

### Einzelbelege
1. ↑  Hans-Günther Bauer, Einhard Bezzel, Wolfgang Fiedler (Hrsg.): Das Kompendium der Vögel Mitteleuropas. Alles über Biologie, Gefährdung und Schutz. Band 1: Nonpasseriformes – Nichtsperlingsvögel. 2. vollständig überarbeitete Auflage. Aula-Verlag, Wiebelsheim 2005, ISBN 3-89104-647-2, S. 572.
2. ↑   BirdLife Factsheet zum Kamtschatkamarmelalk, aufgerufen am 17. Oktober 2010
3. ↑   Gaston et al., S. 191
4. ↑   Gaston et al., S. 194
5. ↑  Hans-Günther Bauer, Einhard Bezzel, Wolfgang Fiedler (Hrsg.): Das Kompendium der Vögel Mitteleuropas. Alles über Biologie, Gefährdung und Schutz. Band 1: Nonpasseriformes – Nichtsperlingsvögel. 2., vollständig überarbeitete Auflage. Aula-Verlag, Wiebelsheim 2005, ISBN 3-89104-647-2, S. 573.
6. ↑   BBC News vom 11. November 2006, aufgerufen am 17. Oktober 2010
7. ↑   BirdLife Factsheet, aufgerufen am 17. Oktober 2010